# Staw Studzieniczański
Staw Studzieniczański – jezioro w Augustowie w woj. podlaskim.
Jezioro położone jest ok. 7,5 km na wschód od centrum miasta, w Puszczy Augustowskiej, przy dawnej wsi Studzieniczna (włączonej do Augustowa w 1973). Jezioro ma powierzchnię ok. 7-8 ha, a jego przybliżone wymiary to 500 x 200 m. Otoczone jest podmokłymi, a nawet bagnistymi łąkami.
Ok. 1912 zostało oddzielone od stawu Wojciech groblą, po której przeprowadzono szosę z Augustowa do Sejn (obecnie droga krajowa nr 16). Na wschodzie łączy się z Jeziorem Studzienicznym, z którego poprzez stawy Studzieniczański i Wojciech odpływa nadmiar wód do Jeziora Białego. Staw Studzieniczański był też nazywany potocznie Staw Księdzowski.
W pobliżu akwenu stoi plebania parafii Matki Bożej Szkaplerznej. Obok jeziora przebiega szlak rowerowy.